# 郎士元
郎士元（？727年—？780年），字君胄，唐代中山人。

## 生平
生卒年不詳。天宝十五载（756年）盧庚榜進士。時值安史之乱爆發，避难江南。宝应元年（762年）补渭南縣尉，歷官左拾遗、补阙等，大历元年（766年）任拾遗，大历四年（769年）迁员外郎，又迁郎中。建中元年（780年），官至郢州刺史，卒於任上。
工於詩，与钱起齐名，時稱“前有沈宋，后有钱郎”。《全唐诗》收郎士元诗72首，有誤收之虞。